# Ded Gjo Luli
Ded (Dedë) Gjo Luli (ur. w listopadzie 1840 w Trabojinie, zm. 24 września 1915 w Oroshu) – albański partyzant, uczestnik powstań albańskich z lat 1910 i 1911, bohater Albanii.

## Życiorys
Należał do Ligi Prizreńskiej, w ramach której walczył z siłami czarnogórskimi w latach 1879–1880.
W marcu 1911 roku podczas powstania albańskiego z 1911 roku wraz ze swoimi siłami zaatakował osmańskie posterunki obserwacyjne położone na granicy z Królestwem Czarnogóry.

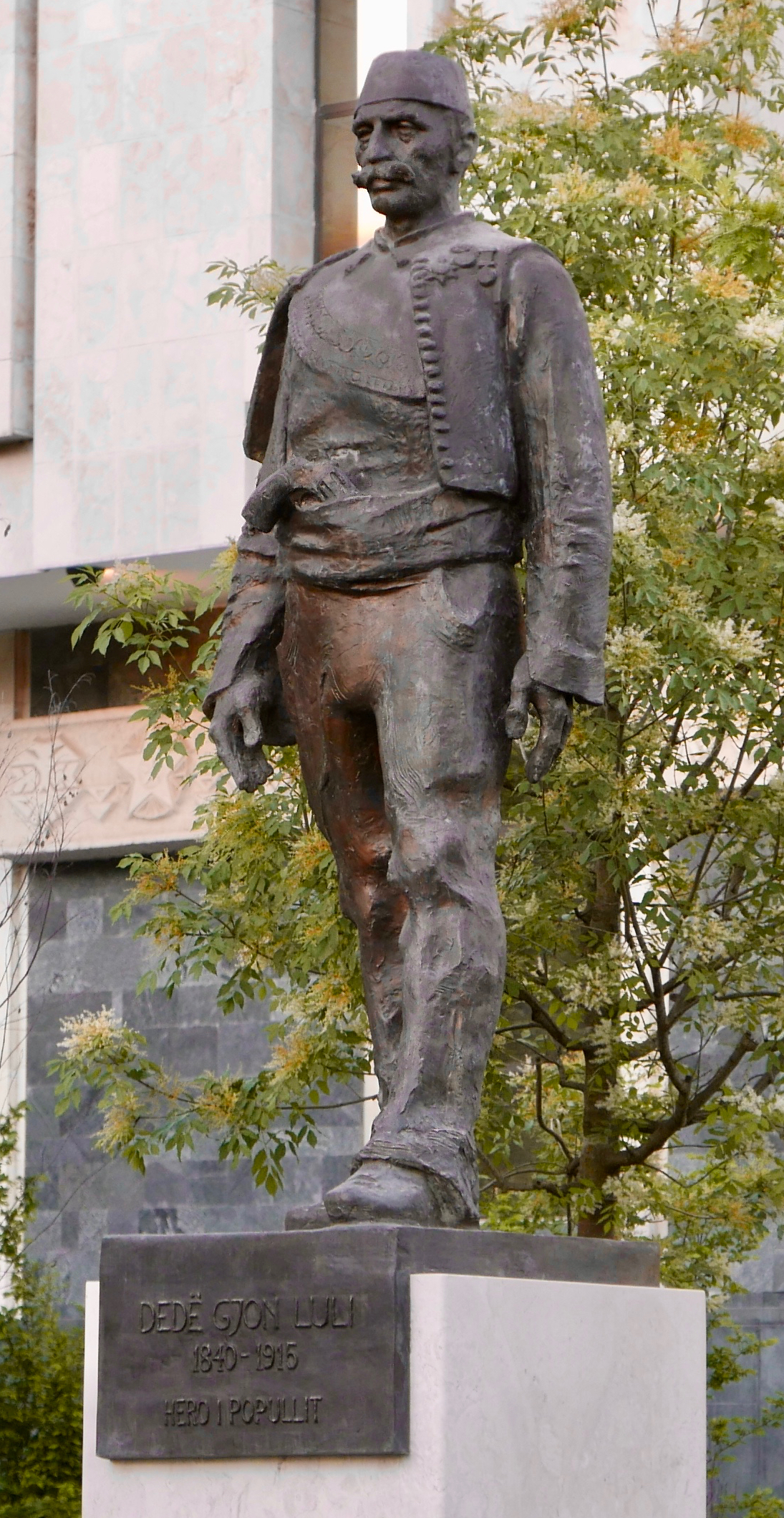
Pomnik Deda Gjona Luliego w Tiranie (2018)

Zginął 24 września 1915 roku z rąk wojsk czarnogórskich. Został pośmiertnie uhonorowany tytułem bohatera Albanii.

## Życie prywatne
Był wyznawcą rzymskiego katolicyzmu.